# William C. Minor

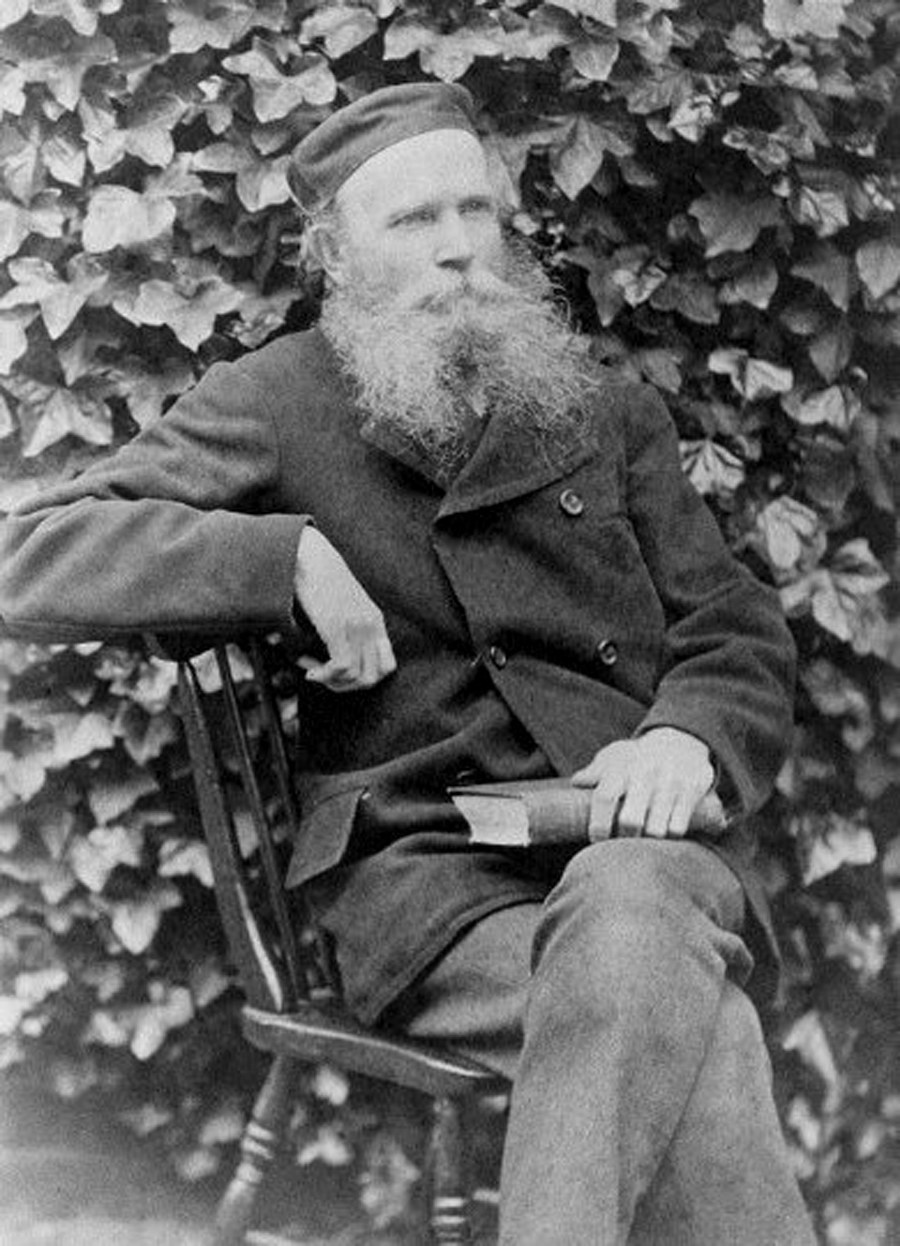
William C. Minor

Dr. William Chester Minor (* Juni 1834 in Manepay, Ceylon; † 26. März 1920 in Hartford, Connecticut, Vereinigte Staaten), auch bekannt als W. C. Minor, war ein bedeutender Mitarbeiter am Oxford English Dictionary. Von Beruf war er Militärarzt bei der US-Armee, verbrachte aber den größten Teil seines Lebens in einem psychiatrischen Krankenhaus, weil er in einem Anfall von Geisteskrankheit einen Menschen getötet hatte.

## Leben

### Jugend
William Minor kam in dem kleinen Dorf Manepay an der Nordostküste Ceylons zur Welt, wo seine Eltern als Missionare im Dienst der Kongregationalistenkirche arbeiteten. Seine Mutter starb an Tuberkulose, als er drei war, wonach sein Vater erneut heiratete. In Ceylon lernte Minor zahlreiche einheimische Sprachen kennen. Im Alter von 14 wurde er zu einem Onkel in die Vereinigten Staaten geschickt.

### Arzt der US-Armee
Minor studierte Medizin an der Universität Yale, von der er 1863 einen Abschluss erwarb. Die Vereinigten Staaten steckten damals mitten im Bürgerkrieg, und der junge Arzt bewarb sich bei der Union Army, in die er im niedrigsten Rang als acting assistant surgeon aufgenommen wurde. 1864 wurde er in Virginia eingesetzt, wo er im Mai das Battle of the Wilderness miterlebte; bei der Schlacht kam es innerhalb von gut zwei Tagen zu 27.000 Toten. In einem späteren Prozess wurde in einer Episode, die er hier durchmachte, der Auslöser seiner Geisteskrankheit vermutet: Als Feldarzt hatte er einen irischstämmigen Deserteur brandmarken müssen.
Allerdings blieb Minor in seiner Arbeit zunächst unauffällig. Als nach dem Krieg die meisten Kollegen demobilisiert wurden, wurde sein Zeitvertrag sogar in eine Festanstellung im Range eines Hauptmanns umgewandelt. Erst 1866, als er auf Governor’s Island, New York, Dienst tat, zeigten sich erste Zeichen von Verfolgungswahn. Weil er außerdem regelmäßig Prostituierte in New York aufsuchte, wurde er nach Fort Barrancas, Florida versetzt, wo er durch aggressives Verhalten auffiel. 1868 klagte er über Kopfschmerzen und Schwindelgefühle. Im September wurde er als „wahnhaft“ diagnostiziert; er sei eine Gefahr für sich selbst und andere. Die nächsten 18 Monate verbrachte er in einem Psychiatrischen Krankenhaus in Washington, D.C. 1871 wurde sein Fall endgültig als aussichtslos eingestuft, und Minor wurde vorzeitig in den Ruhestand versetzt.
Im Oktober desselben Jahres nahm er ein Schiff nach England. Dort beschäftigte er sich mit dem Malen von Aquarellen, unternahm Reisen durch Europa und lebte dabei von seiner Pension. Doch auch hier litt er unter seiner Geisteskrankheit: Er fühlte sich speziell von Iren verfolgt und klagte über nächtliche Besucher, die ihn quälten.

### Der Totschlag
Minor bezog ein Zimmer in dem übel beleumundeten Lambeth Marsh, heute ein Stadtteil von London, damals aber noch zur Grafschaft Surrey gehörig. Am Morgen des 17. Februar 1872 machte sich hier George Merrett, Heizer in einer Brauerei, auf den Weg zur Frühschicht. Er wurde hinterrücks erschossen. Der Täter William Minor ließ sich widerstandslos festnehmen und bekannte sich zur Tat. Da er US-Amerikaner war und eher dem Bild eines Gentleman entsprach, interessierte sich die Presse lebhaft für den folgenden Prozess.
Die Jury fällte am 6. April ihr Urteil: Sie erklärte Minor wegen Geisteskrankheit für nicht schuldig und überließ dem Richter das weitere Vorgehen. Der Richter ordnete Sicherungsverwahrung (safe custody) an. Minor wurde in der damals gerade neu eröffneten Psychiatrischen Anstalt Broadmoor Asylum for the Criminally Insane in Crowthorne, Berkshire untergebracht. Als Soldat im Ruhestand erhielt er eine Pension von 1200 US-Dollar im Jahr, sodass er ein privilegiertes Leben führen konnte: Er bezog zwei miteinander verbundene Zellen, die er tagsüber verlassen durfte. Eine der Zellen verwandelte er in eine Bibliothek mit Schreibtisch. Einen Mitpatienten bezahlte er dafür, sauberzumachen und ihn zu bedienen.
Die Wahnvorstellungen nahmen im Laufe der Jahre zu. Minor war überzeugt davon, dass ihn nachts kleine Jungen besuchten, mit Chloroform betäubten und unsittliche Handlungen mit ihm begingen. Sie drangen nach seiner Überzeugung selbst durch die verbarrikadierte Tür oder den Boden ein. Außerdem beklagte er sich über Vergiftungsversuche, Folterungen mit elektrischem Strom und – nachdem das Flugzeug erfunden war – auch über Entführungen mit dem Flugzeug. Allerdings zeigte er durchaus Einsicht, dass er einen Totschlag begangen hatte. 1879 nahm er Kontakt zur Witwe seines Opfers auf, die ihn mehrfach besuchte, und half ihr mit Geld.

### Die Mitarbeit am Oxford English Dictionary
Um 1880 muss Minor den Aufruf zur Mitarbeit am New Dictionary von James Murray in einem der Bücher gefunden haben, die er sich in großer Zahl in seine Zelle liefern ließ. Murray warb darin um Mitarbeiter, die Bücher auf Belegstellen durchsehen sollten, wobei er besonders 200 Buchtitel nannte. Eine Korrespondenz zwischen Minor und Murray ist erst seit 1885 nachgewiesen, nach Murrays eigener Aussage kam es aber bereits 1880 oder 1881 zum ersten Kontakt.
Für Minor muss der Aufruf zur Mitarbeit die Möglichkeit bedeutet haben, einen Kontakt zur Außenwelt zu erhalten. Die Geisteskrankheit hatte seine Intelligenz nicht beeinträchtigt, er verfügte über eine exquisite Bibliothek und viel Zeit. Seine Intelligenz zeigt sich an der methodischen Art, wie er die Aufgabe anging: Anstatt, wie die anderen Mitarbeiter, sofort Belege einzusenden, nahm er sich zunächst seine Bücher vor und fertigte Wortlisten an, wofür er pro Buch etwa drei Monate benötigte. 1884 meldete er sich dann zum ersten Mal bei der Redaktion mit der Frage, an welchen Stichwörtern gerade gearbeitet würde und schickte seine Belege ein.
Das erste Stichwort war art, wofür er gleich 27 Belege lieferte. Minors Belege zeichneten sich dadurch aus, dass er bereits die besten Stellen ausgesucht hatte; häufig gelang es ihm, das erste Auftauchen eines Wortes in der englischen Sprache zu dokumentieren. Pro Woche lieferte er über 100 Belege. Neben Fitzedward Hall, der ebenfalls US-Amerikaner und geisteskrank war, hielt Murray ihn für seinen wichtigsten Mitarbeiter. Der Umfang von Minors Leistung ist schwierig abzuschätzen, da die Belege im Wörterbuch naturgemäß anonym angeführt werden, aber Minor muss Zehntausende von Belegen geliefert haben, die wegen seiner einzigartigen Vorgehensweise mit einer viel größeren Wahrscheinlichkeit veröffentlicht wurden als die anderer Mitarbeiter.
Bereits in Band 1: A-B, der 1888 erschien, wurde Minor als Mitarbeiter genannt. Nach einer weit verbreiteten Darstellung soll Murray erst 1897 mit Minor zusammengetroffen sein und dabei die Umstände seines Lebens kennengelernt haben. Nach Murrays eigenen Angaben hat er aber irgendwann zwischen 1887 und 1890 von dem Aufenthaltsort eines seiner wertvollsten Mitarbeiter erfahren. Die beiden trafen sich im Januar 1891 und danach noch Dutzende Male. Über mehr als 20 Jahre arbeitete Minor an dem Wörterbuch mit, das später als Oxford English Dictionary berühmt werden sollte.

### Alter und Tod
Wie groß das Vertrauen war, das man in Minor setzte, beweist die Tatsache, dass er ein Taschenmesser besitzen durfte, um die Seiten seiner Bücher aufzuschneiden. Anträge, entlassen zu werden, wurden jedoch abgelehnt, sodass Minor schließlich der Patient mit dem längsten Aufenthalt in Broadmoor war. Um 1900 herum fand Minor, der sich zuvor explizit als Atheist bezeichnet hatte, zum Glauben. In diesem Zusammenhang scheint er die von ihm ausgiebig praktizierte Masturbation zunehmend als sündhaft empfunden zu haben. Am 3. Dezember 1902 kam es zu einem Vorfall, bei dem er sich zur Sühne seinen Penis (Autopenektomie) abschnitt.
Mit dem Alter häuften sich Stürze und Erkältungen; 1910 wurden ihm plötzlich alle Privilegien entzogen. Freunde und Verwandte sorgten dafür, dass er im selben Jahr in die Vereinigten Staaten überstellt wurde, wo er im St Elizabeth's Asylum, Washington, D.C. unterkam. 1918 wurde seine Krankheit dort als „dementia praecox der paranoiden Form“ diagnostiziert, was nach heutigen Begriffen einer Schizophrenie entspricht. 1919 wurde der inzwischen erblindete Minor in einem Altersheim untergebracht, wo er am 26. März 1920 starb. Minor hatte 38 Jahre seines Lebens in Freiheit und danach 47 Jahre in diversen Anstalten verbracht.

## Filmbiografie
2019 wurde mit The Professor and the Madman eine Filmbiographie über Murray veröffentlicht, die wiederum auf dem Buch The Surgeon of Crowthorne basiert und in der auch Minor eine wichtige Rolle spielt. Als Murray ist Mel Gibson zu sehen, Sean Penn spielt Minor.